# 키 클러스터링
키 클러스터링은 암호학과 관련된 개념이다. 같은 두 개의 평문을 서로 다른 두 개의 키로 같은 알고리즘을 이용하여 암호화했을 때, 같은 암호문이 나오게 하는 방식, 혹은 그러한 키를 말한다.

## 중요성
공격자가 암호를 무차별 대입 공격을 사용하여 해독하려 할 때, 키 클러스터링을 사용한 암호문은 경우의 가짓수를 줄여 공격자가 원문을 해독하기 쉽게 해준다. 공격자가 평균 N번의 키 대입을 통해 암호를 해석할 수 있다고 할 때, 한 번의 키 클러스터링이 거쳐진 암호문은 최소 (N-1)번부터 최대 (N/2)번까지 그 경우의 수를 줄여준다.